# Sainte-Gemme, Gironde
Sainte-Gemme är en kommun i departementet Gironde i regionen Nouvelle-Aquitaine i sydvästra Frankrike. Kommunen ligger i kantonen Monségur som tillhör arrondissementet Langon. År 2022 hade Sainte-Gemme 193 invånare.

## Befolkningsutveckling
Antalet invånare i kommunen Sainte-Gemme
Referens:INSEE